# Country Club Hills (Illinois)
Country Club Hills is een plaats (city) in de Amerikaanse staat Illinois, en valt bestuurlijk gezien onder Cook County.

## Demografie
Bij de volkstelling in 2000 werd het aantal inwoners vastgesteld op 16.169. In 2006 is het aantal inwoners door het United States Census Bureau geschat op 16.740, een stijging van 571 (3,5%).

## Geografie
Volgens het United States Census Bureau beslaat de plaats een oppervlakte van 12,0 km², waarvan 11,9 km² land en 0,1 km² water.

## Plaatsen in de nabije omgeving
De onderstaande figuur toont nabijgelegen plaatsen in een straal van 8 km rond Country Club Hills.